# Sistema Nacional de Ahorro y Préstamo de Chile
El Sistema Nacional de Ahorro y Préstamo (SINAP) de Chile fue un sistema financiero creado con el fin de la adquisición de viviendas por medio de un sistema de ahorro. Funcionó entre 1960 y 1980.
Los componentes del SINAP fueron:
- la Caja Central de Ahorro y Préstamo (CCAP). Sus funciones eran de supervigilar las AAP y garantizar los depósitos de estas. Los fondos de la CCAP estaban conformados por préstamos del BID, USAID y el Banco Central, así como la compra de VHR o créditos hipotecarios de la AAP; y
- las Asociaciones de Ahorro y Préstamo (AAP), instituciones privadas. bajo la forma de sociedades mutuales encargadas de la captación de clientes bajo depósitos de ahorros. La administración de la AAP estaba a cargo de un Directorio electa por la Asamblea de Depositantes. Emitían títulos de deuda denominados Valores Hipotecarios Reajustables (VHR).

Hacia 1965 las AAP existentes eran "Acoval", "Ahorrocentro", "Ahorromet", "Andalién", "Aprenor", "Bernardo O'Higgins", "Calicanto", "Casapropia", "Casas Chile", "Del Laja", "Diego Portales", "Francisco de Aguirre", "Isabel Riquelme", "Juan Godoy", "La Frontera", "Libertad", "Lincoyán", "Manso de Velasco", "Patagonia", "Pilmaiquén", "Reloncaví", "Renovación" y "Vicente Pérez Rosales". Diez años después existía un total de 21 AAP —varias de las ya existentes en 1965 sumadas a nuevas instituciones como por ejemplo "Huelén"—, las cuales a raíz de la crisis económica de los años 1970 como resultado de la inflación y pérdida de liquidez de las AAP hizo necesaria la reestructuración del sistema. Además, a partir de 1974 el sistema bancario entró a competir por medio de la creación de bancos de fomento que podían garantizar los depósitos a largo plazo y la autorización para que los bancos emitieran letras hipotecarias.
En 1978 se reunieron las AAP "Diego Portales", "Casapropia", "Libertad", "Ahorromet", "Bernardo O'Higgins" y "Patagonia", en la Asociación Nacional de Ahorro y Préstamo (ANAP), que fue un ente fiscal encargado de asumir las obligaciones patrimoniales. A pesar de esta última modificación el SINAP deja de funcionar en abril de 1980 al suspenderse el otorgamiento de préstamos para vivienda de la ANAP. En dicho año el Banco Central asume la obligaciones económicas del SINAP y en 1990 se liquida la Caja Central de Ahorro y Préstamo y la ANAP.